# George L. Kinnard
George L. Kinnard (* 1803 in Pennsylvania; † 26. November 1836 in Cincinnati, Ohio) war ein US-amerikanischer Politiker. Zwischen 1833 und 1836 vertrat er den Bundesstaat Indiana im US-Repräsentantenhaus.

## Werdegang
Das genaue Geburtsdatum und der Geburtsort von George Kinnard sind nicht überliefert. Noch in seiner Jugend zog er mit seiner verwitweten Mutter nach Tennessee, wo er die öffentlichen Schulen besuchte. Im Jahr 1823 kam er nach Indianapolis in Indiana. Nach einem Jurastudium und seiner Zulassung als Rechtsanwalt begann er im Marion County in diesem Beruf zu arbeiten. In den Jahren 1826 und 1827 war er Assessor in diesem Bezirk. Politisch schloss sich Kinnard in den 1820er Jahren der Bewegung um den späteren Präsidenten Andrew Jackson an und wurde Mitglied der von diesem 1828 gegründeten Demokratischen Partei.
Zwischen 1827 und 1830 saß Kinnard als Abgeordneter im Repräsentantenhaus von Indiana; von 1831 bis 1835 leitete er die Landvermessungsbehörde in seinem Heimatbezirk. Für einige Jahre war er auch Staatsrevisor sowie Oberst der Staatsmiliz. Bei den Kongresswahlen des Jahres 1832 wurde Kinnard im damals neugeschaffenen sechsten Wahlbezirk von Indiana in das US-Repräsentantenhaus in Washington, D.C. gewählt, wo er am 4. März 1833 sein neues Mandat antrat. Nach einer Wiederwahl konnte er bis zu seinem Tod am 26. November 1836 im Kongress verbleiben. Dort wurde in jenen Jahren heftig über die Politik von Präsident Jackson diskutiert. Dabei ging es um die umstrittene Durchführung des Indian Removal Act, die Nullifikationskrise mit dem Staat South Carolina und die Bankenpolitik des Präsidenten.
George Kinnard starb an den Folgen einer Verletzung, die er sich bei der Explosion des Dampfschiffes „Flora“ auf dem Ohio River zugezogen hatte.